# Alluvioni Cambiò
Alluvioni Cambiò (I Liviòn o I Liviò in dialetto lomellino e dialetto tortonese) è stato un comune italiano di 915 abitanti della provincia di Alessandria, nel Tortonese, in Piemonte. Il 1º gennaio 2018 si è fuso con Piovera per formare il nuovo comune di Alluvioni Piovera.

## Geografia fisica
Alluvioni Cambiò è situata nel mezzo della pianura padana a 15 km a nord-est di Alessandria, presso la confluenza del Tanaro nel Po, che in questo tratto segna il confine con la Lomellina. Non si trova lontano dal torrente Scrivia e la vicinanza di tre corsi d'acqua ha causato nel corso dei decenni numerose alluvioni. Il centro abitato è attraversato dal 45º parallelo, la linea equidistante fra il Polo nord e l'Equatore.

## Storia
Il Po è sempre stato un fattore determinante nella storia dell'area, soggetta a frequenti alluvioni da parte del fiume che un tempo scorreva più a sud rispetto al suo corso attuale. Cambiò era infatti parte della Lomellina, territorio pavese dal 1164, edificata sull'antico villaggio di Sparvara, gradualmente abbandonato sin dal basso medioevo, in concomitanza con la costruzione della vicina Borgo Franco, e sommersa da diverse alluvioni fra il XV secolo e il XVIII secolo, e in seguito parte del comune di Cambiò e Sparvara.
Nel XIX secolo Cambiò subì una parziale distruzione da parte del Po, che costrinse a spostare l'abitato più a nord; il paese prese quindi il nome di Cambiò Nuovo, e nel 1867 il comune fu soppresso e unito a Gambarana, nella nuova provincia di Pavia, attuale Lombardia.
La zona del comune di Cambiò che era col tempo rimasta a sud del Po fu staccata e costituì una frazione del comune di Bassignana nel 1800. La frazione fu poi eretta in comune a sé, con il nome di Alluvioni Cambiò, nel 1819.

Le alluvioni sono ricorrenti nella storia del borgo e spesso hanno raso al suolo interi abitati e per questo il paese non possiede monumenti molto antichi. Di qualche rilievo è la chiesa di San Carlo, risalente al 1850.
Nell'autunno del 2017 si tenne un referendum per decidere sull'unione con il comune limitrofo di Piovera. Dopo l'esito positivo, i due comuni si fusero nel nuovo comune di Alluvioni Piovera il 1º gennaio 2018.

### Simboli
Il comune di Alluvioni Cambiò aveva adottato uno stemma di azzurro, alla ruota di timone d'oro. Lo scudo era timbrato da un elmo per indicare che anticamente si trattava di un borgo fortificato; l'azzurro del campo ed il timone alludevano all'antico porto fluviale di Sparvara.

## Società

### Evoluzione demografica
Abitanti censiti

## Economia
L'abbondanza d'acqua è anche un elemento determinante per l'irrigazione dei campi, dei numerosi orti della zona che sono specializzati nella produzione di cipolle, peperoni, piselli, spinaci, zucchine e sedani. Nella zona, come in tutta la Pianura Padana è diffusa la coltivazione di cereali e foraggio. Essendo il paese di piccole dimensioni l'industria è poco presente, ma sono comunque attive tre fabbriche per la lavorazione del legno e una per le materie plastiche.

## Amministrazione
Di seguito è presentata una tabella relativa alle amministrazioni che si sono succedute in questo comune.
| Periodo        | Periodo         | Primo cittadino          | Partito                          | Carica  | Note  |
| -------------- | --------------- | ------------------------ | -------------------------------- | ------- | ----- |
| 24 giugno 1985 | 24 aprile 1995  | Luigi Maccarini          | Democrazia Cristiana             | Sindaco | [ 9 ] |
| 24 aprile 1995 | 14 giugno 2004  | Marco Grassano           | L'Ulivo                          | Sindaco | [ 9 ] |
| 14 giugno 2004 | 29 ottobre 2012 | Cecilia Gaggio           | lista civica                     | Sindaco | [ 9 ] |
| 27 maggio 2013 | 2017            | Giuseppe Francesco Betti | lista civica: per il bene comune | Sindaco | [ 9 ] |

### Gemellaggi
Alluvioni Cambiò è gemellata con:
- Vianne